# Battaglia di Landriano
La battaglia di Landriano, che ebbe luogo il 21 giugno 1529 a Landriano vicino a Pavia durante la guerra della Lega di Cognac.
Le principali cause della sconfitta dei francesi furono la defezione del capitano genovese Andrea Doria, che entrò al servizio degli imperialisti, e il fallimento dell'assedio di Napoli del 1528, a seguito della peste le cui vittime furono, tra gli altri, il generale francese Lautrec e Pietro Navarro.

## Battaglia
All'alba del 21 giugno l'esercito francese guidato da Francesco di Borbone-Vendôme iniziò ad attraversare il Lambro presso Landriano dov'era accampato da quattro giorni. L'avanguardia, costituita da 2 000 fanti e comandata da Guido Rangoni, passò il fiume. Proprio mentre il corpo principale dell'esercito e la retroguardia si apprestavano a passarlo, 600 cavalieri imeperiali usciti da Milano assaltarono quest'ultima venendo contrastati dalla controparte francese. Gli imperiali a questo punto simularono una ritirata verso un luogo prestabilito dove si erano appostati 1 000 archibugieri. La retroguardia francese e la cavalleria li inseguirono e così caddero nell'imboscata. Colta di sorpresa, la cavalleria francese tentò di ritirarsi ma fu imbottigliata dai suoi stessi lanzichenecchi che vennero travolti e si diedero ad una fuga disordinata similmente ai fanti italiani e francesi. Gli imperiali riuscirono così a catturare Francesco di Borbone-Vendôme, Giangirolamo Castiglioni, Alessandro Gonzaga, Claudio Rangoni (ferito da un colpo di lancia alla spalla mentre cercava di attraversare un fossato) e un gran numero di capitani francesi e italiani. Dopo aver annientato la retroguardia, gli imperiali si diressero contro il corpo principale francese che non aveva ancora oltrepassato il fiume e fu sbaragliato. Tutta l'artiglieria e i carriaggi caddero in mano al nemico e la sola avanguardia riuscì a rifugiarsi a Pavia.

## Conseguenze
I prigionieri furono portati a Cassano e spogliati delle armi.
La battaglia segnò la fine delle ambizioni di Francesco I su Milano. Carlo V, che era stato eletto imperatore, ma non era ancora stato incoronato dal Papa, riuscì ad ottenere la sua consacrazione a Bologna tra il 22 e il 24 febbraio 1530 grazie a questa vittoria e a strappare alla Francia l'umiliante trattato di Barcellona (29 giugno 1529).
Questa sconfitta portò alla firma della pace di Cambrai.